# Giovanni Villani
Giovanni Villani (Florence, ca. 1276/1280 - aldaar, 1348) was een Italiaanse bankier, diplomaat en kroniekschrijver die afkomstig was uit de Florentijnse Republiek. Hij was de schrijver van de kroniek Nouva Cronica en door zijn houding ten opzichte van geschiedenis was hij een belangrijke voorloper van het humanisme.

## Biografie
Giovanni Villani werd geboren in een koopmansfamilie uit Florence. In 1300 werd hij een partner bij de bank van de familie Peruzzi. Voor deze bank reisde hij dat jaar naar Rome en onderhandelde hij met de paus. Vervolgens reisde hij ook naar Frankrijk, Zwitserland en Vlaanderen. In 1308 keerde hij terug in Florence en verliet hij de bank van de Peruzzi's. Gedurende de jaren werd Villani in totaal drie keer benoemd tot prior van een gilde.
Villani was ook druk betrokken bij de stadspolitiek van Florence en voerde verschillende diplomatieke missies voor de stad uit naar onder andere Pisa en Lucca. In 1330 was hij ook de opzichter van het werk van Andrea Pisano die de bronzen deuren maakte voor het Baptisterium. Toen de bank van Bardi in 1346 bankroet was werd Villani opgepakt omdat hij een belangrijke partner was. Hij werd echter al weer vrij snel vrijgelaten. Hij overleed in 1348 aan de Zwarte Dood en zijn werk werd na zijn dood voortgezet door zijn broer Matteo en Matteo's zoon Filippo.

## Nuova Cronica

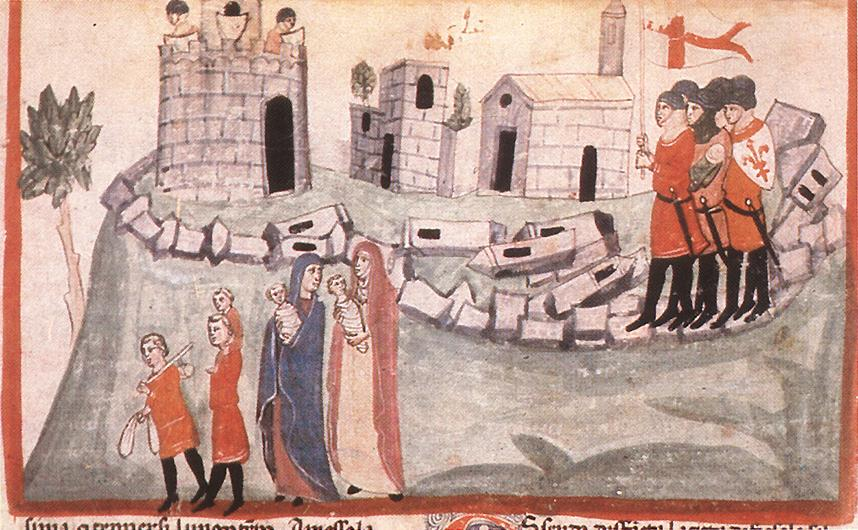
Afbeelding uit een veertiende-eeuws manuscript van de kroniek

Tijdens zijn bezoek aan Rome in het jubeljaar 1300 kreeg Villani het idee voor het schrijven van zijn kronieken. Hij realiseerde zich aldaar dat de historische gebeurtenissen van Rome erg bekend waren, maar die van Florence niet en besloot daarom een kroniek te gaan schrijven over de geschiedenis van Florence. In zijn werk beschrijft Villani onder andere de vele bouwprojecten van de stad, bevolkingsstatistieken, verordeningen en handel. Hij ruimde veel plaats in voor een beschrijving van de Guldensporenslag, in zijn ogen een wonderbaarlijke, bijna onmogelijke gebeurtenis.
Hij begon in 1308 met het schrijven en bleef tot aan zijn dood schrijven aan de Cronica en het werk werd na zijn dood doorgezet door zijn broer Matteo die tien boeken schreef over de periode 1348-63 en een laatste boek door Filippo Villani dat het jaar 1364 besloeg. Het oudst bewaarde manuscript van het boek is BAV Chigiano L VIII 296 en ligt in de Vaticaanse Bibliotheek.